# Liste der Bau- und Bodendenkmale in Brandenburg an der Havel
Die Liste der Bau- und Bodendenkmale in Brandenburg an der Havel enthält die Kulturdenkmale (Bau- und Bodendenkmale) in der kreisfreien Stadt Brandenburg an der Havel. Grundlage der Einzelübersichten sind die in den jeweiligen Listen angegebenen Quellen. Die Angaben in diesen Tabellen ersetzen nicht die rechtsverbindliche Auskunft der zuständigen Denkmalschutzbehörde.
- Liste der Baudenkmale in Brandenburg an der Havel
- Liste der Baudenkmale in Brandenburg an der Havel (Außenbereiche)
- Liste der Baudenkmale in Brandenburg an der Havel (Eingemeindete Orte)
- Liste der Bodendenkmale in Brandenburg an der Havel